# David Zeisberger
David Zeisberger (Zauchenthal (Moravie), 11 avril 1721-Goshen, 17 novembre 1808) est un missionnaire protestant allemand.

## Biographie
Installé avec sa famille dans la colonie piétiste saxonne d'Herrnhut, il se rend en Géorgie en 1738 avec l'aide de James Edward Oglethorpe puis rejoint sa famille à Savannah. Il travaille ensuite en Pennsylvanie et participe à la fondation de la colonie morave de Bethleem. Il vit ainsi pendant dix ans (1739-1749) parmi les Mohawks et assiste Peter Weiser dans les pourparlers entre britanniques et iroquois. On lui doit en outre un dictionnaire iroquois et algonquin.
Devenu missionnaire (1749), désirant créer des communautés mixtes, il entre en conflit avec le gouvernement britannique, conflit qui atteint son sommet avec le massacre de Gnadenhütten.
Zeisberger finit sa vie en Ohio avec des convertis indiens.

## Œuvres
- Delaware and English Spelling-Book, 1776
- A Collection of Hymns for the Christian Indians, 1803
- Sermons for Children, 1803